# Lanzo d’Intelvi
Lanzo d’Intelvi – miejscowość i gmina we Włoszech, w regionie Lombardia, w prowincji Como.
Według danych na rok 2004 gminę zamieszkiwały 1304 osoby, 130,4 os./km².
1 stycznia 2017 gmina została zlikwidowana.